# Arthur Brand
Arthur Brand (Deventer, 1969) is een Nederlands onderzoeker, die zich bezighoudt met de kunstwereld. Op zijn conto staat een aantal ontdekkingen op het gebied van roofkunst en kunstroof.

## Biografie
Brand was op jonge leeftijd geïnteresseerd geraakt in kunst en geschiedenis, gesterkt door smeuïge verhalen van zijn grootvader over een schoolgenoot van hem, Han van Meegeren, de wereldberoemde vervalser uit Deventer die tijdens de Tweede Wereldoorlog valse schilderijen wist te verkopen aan Hermann Göring. Hij ging na de middelbare school naar Zuid-Spanje waar hij mannen ontmoette die zich bezig hielden met het graven naar archeologische voorwerpen, een illegale maar lucratieve bezigheid. Na een studie Spaans en geschiedenis en een verblijf in Buenos Aires besluit hij dan ook zich te verdiepen in de kunst- en antiquiteitenhandel.

### Ontdekkingen
- In het programma De Kunstdetective van Omroep Max uit de zomer van 2018 werd Brand drie jaar lang op de voet gevolgd door een camerateam. Daarin was te zien dat Brand onder andere een 1500 jaar oud mozaïek terugvond dat meer dan 44 jaar verloren was gewaand.[2]
- Ook vond hij 24 schilderijen die in 2005 werden gestolen uit het Westfries Museum terug in Oekraïne.[3][4]
- In Engeland vond hij twee ornamenten uit de zevende eeuw, die eerder waren gestolen in Spanje.[5]
- Over zijn terugvinden van de paarden van Adolf Hitler verscheen van hem in 2019 een boek.[6][7]
- In 2019 vond hij Buste de Femme terug,[8] een schilderij van Picasso met een geschatte waarde van 25 miljoen euro. Dit schilderij was 20 jaar eerder gestolen uit het jacht van de Saoedische zakenman Abdul Mohsen Abdulmalik al-Sheikh.
- In 2019 werd door de Deense publieke omroep een documentaire uitgezonden waarin te zien is hoe Arthur Brand behulpzaam is bij de (onsuccesvolle) zoektocht naar in 1992 verdwenen manuscripten van sprookjes van Hans Christian Andersen.[9]
- Ook in 2019 vond hij een ring van Oscar Wilde terug die in 2002 uit de Universiteit van Oxford was gestolen door een schoonmaker en naar bleek in 2015 opnieuw was gestolen bij een kluisjesroof.[10]
- Begin 2020 ontdekte Brand in Engeland een 14e-eeuwse dichtbundel die sinds 2007 uit Duitsland verdwenen was, waarin poëzie van de Perzische dichter Hafiz was opgetekend.[11]
- In september 2023 spoorde Brand het doek Lentetuin, de pastorietuin te Nuenen in het voorjaar van Vincent van Gogh op dat op 30 maart 2020 gestolen was uit het Singer Museum te Laren.[12]

## Publicaties
- 2006: Het verboden judas-evangelie en de schat van Carchemisch
- 2019: De paarden van Hitler